# Mills College

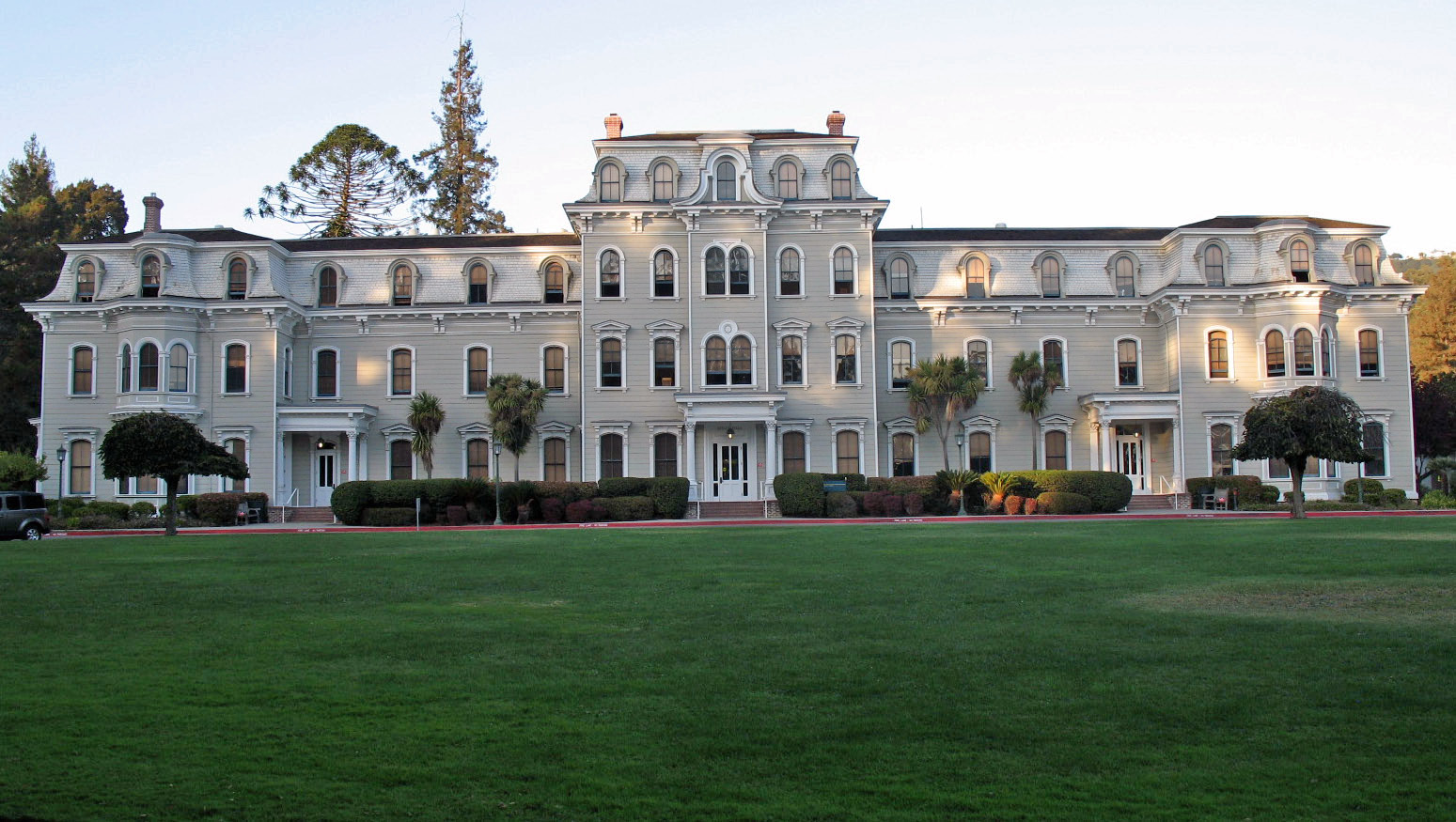
Mills Hall, das Hauptgebäude von Mills College

Das Mills College ist ein kulturwissenschaftliches College in Oakland (Kalifornien). Ursprünglich 1852 als erstes Frauencollege an der amerikanischen Westküste gegründet, spielt es insbesondere aufgrund seines ko-edukativen Graduiertenprogramms in zeitgenössischer Musik eine wichtige Rolle im US-amerikanischen Musikleben. Des Weiteren sind die Fachbereiche für Anglistik und Erziehungswissenschaft sehr angesehen. Seit Mitte 2022 ist es Teil der Northeastern University und trägt daher den Namen Mills College at Northeastern University.

## Geschichte
Das  College wurde im Jahre 1852 als Young Ladies Seminary in Benicia, Kalifornien gegründet. Susan Tolman Mills und ihr Ehemann Cyrus Mills kauften das Seminar 1865 und benannten es in Mills Seminary um. 1871 erfolgte der Umzug nach Oakland und 1875 die Umbenennung in den heutigen Namen. 1885 wurde die Schule das Mills College und 1890 wurde Susan Tolman Mills zur Präsidentin des Mills College gewählt. 1909 wurde Luella Clay Carson ihre Nachfolgerin, die bis 1914 als Präsidentin tätig war. 1921 wurde der erste Mastergrad verliehen. 1990 wurde von Seiten der Hochschulleitung versucht die Undergraduate-Studies auch für männliche Studenten zu öffnen. Nach Protesten durch Studentinnen und Lehrpersonal wurde diese Entscheidung zurückgenommen.

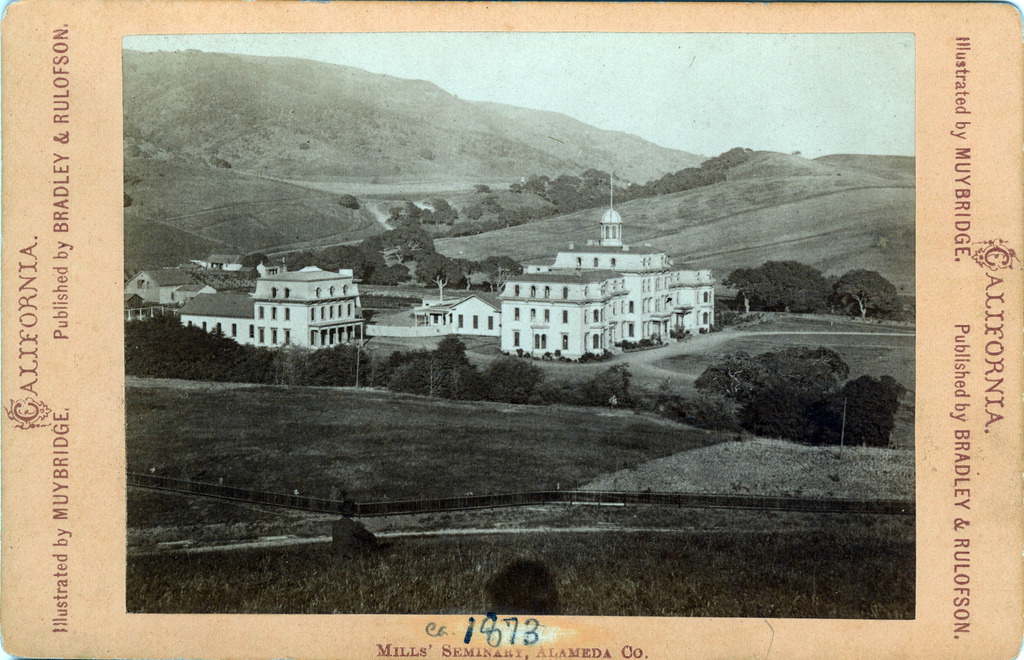
Foto des Mills College (Mills Seminary) von Eadweard Muybridge um 1873

Im Jahr 2014 hat Mills als erstes getrenntgeschlechtliches College in den USA eine Zulassungsrichtlinie verabschiedet, in der Transgender-Studenten ausdrücklich willkommen geheißen werden. Die Richtlinie besagt, dass Studenten, die bei der Geburt nicht dem weiblichen Geschlecht zugeordnet waren, sich aber selbst als Frauen identifizieren, die Zulassung beantragen können. Studenten, die bei der Geburt dem weiblichen Geschlecht zugeordnet wurden, sich jedoch als Transgender oder genderfluid identifizieren, dürfen auch die Zulassung beantragen. Nach dieser Richtlinie haben Studenten, die bei der Geburt dem weiblichen Geschlecht zugeordnet wurden und vor der Bewerbung legal männlich geworden sind, keinen Anspruch auf Zulassung zu Mills. Die Richtlinie endet mit der Erklärung, dass „nach der Zulassung jedem Studenten, der die Abschlussanforderungen des Colleges erfüllt, ein Abschluss verliehen wird“, aus dem hervorgeht, dass eine Studentin, die das Geschlecht nach der Zulassung zu Mills in männlich ändert, ihren Abschluss am College machen darf.

## Zahlen zu den Studierenden, den Dozenten und zum Vermögen
Im Herbst 2021 waren 817 Studierende (alle weiblich) am Mills College eingeschrieben. Davon strebten 446 (54,6 %) ihren ersten Studienabschluss an, sie waren also undergraduates.
Im Herbst 2020 waren 961 Studierende am Mills College eingeschrieben. Davon waren 613 (63,8 %) undergraduates. Diese waren alle weiblich; 8 % bezeichneten sich als asiatisch, 12 % als schwarz/afroamerikanisch, 34 % als Hispanic/Latino und 34 % als weiß. 348 (36,2 %) arbeiteten auf einen weiteren Abschluss hin, sie waren graduates. 2010 waren es 1.454 Studierende gewesen. Insgesamt hat das College mehr als 25.000 Absolventinnen (Alumnae). 2020 lehrten 166 Dozenten an der Universität, davon 80 in Vollzeit und 86 in Teilzeit.
Der Wert des Stiftungsvermögens der Universität lag 2021 bei 223,2 Mio. US-Dollar und damit 19,2 % höher als im Jahr 2020, in dem es 187,3 Mio. US-Dollar betragen hatte. 2009 waren es 156,6 Mio. US-Dollar gewesen.

## Persönlichkeiten

### Präsidenten
- Cyrus Taggart Mills, 1865–1884
- Homer Baxter Sprague, 1885–1887
- Charles Carroll Stratton, 1887–1890
- Susan Tolman Mills, 1890–1909
- Luella Clay Carson, 1909–1914
- Hettie Belle Ege,	1914–1916
- Aurelia Henry Reinhardt, 1916–1943
- Lynn Townsend White, Jr., 1943–1958
- Charles Easton Rothwell, 1959–1967
- Robert Joseph Wert, 1967–1976
- Barbara McClure White, 1976–1980
- Mary S. Metz, 1981–1990
- Janet L. Holmgren, 1991–2011
- Alecia A. DeCoudreaux, 2011–2016
- Beth Hillman, 2016-

### Dozenten
Komponisten wie Charles Jones, Darius Milhaud (bis 1971) und Luciano Berio (1962–1964) waren Mitglieder der Musikfakultät. 1966–1967 leitete Pauline Oliveros das neu gegründete Tape Music Center und komponierte ihre frühen elektronischen Werke Alien Bog und Beautiful Soop. In den frühen 1970er Jahren lehrte Terry Riley in Mills; Anthony Braxton und Katrina Krimsky unterrichteten dort über mehrere Jahrzehnte; Egon Petri und andere wirkten als Musiker „in residence“.

### Absolventen
Morton Subotnick studierte Komposition bei Leon Kirchner und Darius Milhaud. Bekannte Mills-Absolventen sind weiterhin Laurie Anderson und Trisha Brown, Dave Brubeck, Steve Reich, Patricia Newcomb, die Tänzerin Molissa Fenley (* 1954, Abschluss 1975) und die Grateful-Dead-Musiker Phil Lesh und Tom Constanten.
Beate Sirota (1923–2012) schloss ihr Studium in modernen Sprachen mit einem Bachelor-Abschluss im Jahre 1943 ab.